# マーチ・881
マーチ・881 (March 881) は、マーチが1988年のF1世界選手権用に開発したフォーミュラ1カー。設計者はエイドリアン・ニューウェイ。

## 開発
前年からレイトンハウスとジョイントする形でF1に復帰したマーチの新型マシン。前年の871はF3000ベースの暫定モデルだったが、881は北米のIMSA GT選手権やインディカー・ワールドシリーズで名を上げたデザイナー、エイドリアン・ニューウェイにとって1980年のフィッティパルディ・F8以来となるF1復帰作であり、専攻分野である空力へのこだわりが細部に込められた。
ニューウェイは881で一つの発明を行った。フロントノーズの側面に左右のフロントウイングを取り付けるのではなく、持ち上げたノーズの下側に一枚板のフロントウイングを通すという方法がそれで、フロントウイングの下面をフロントディフューザーとして機能させる事を考慮したものである。フロントウイングで地面効果を発生させるアイデアはロリー・バーンがベネトン・B187で既に行っていたが、ニューウェイはこれを更に推し進めフロントウイングの全幅で地面効果を発生させる方法を編み出した。このアイデアはその後のフォーミュラカーのフロントセクションのデザインに決定的な影響を与えた。
モノコックはドライバーを包み込むようにできる限りタイトに設計された。ペダルを踏むドライバーの両脚は踵（かかと）の方が幅が狭くなるという理由から、モノコック断面に下部が細くなるV字型を導入した。また、ペダルの位置を持ち上げて、モノコック前部からノーズ先端にむけて床下の隙間を造っている。ほかにコーナリング時の空力変化を考慮して立体成型したフロントウィングの翼端板も投入したが、これらもF1界では初であった。
コックピットは小柄なカペリの身体にあわせて製作されたが、走行中に肘や膝をぶつけてあざができるほど狭かった（カペリ曰く「自分よりも体格の良いグージェルミンはさらに気の毒だった」）。最初に完成したモノコックはニューウェイ曰く「うっかりミス」で、コックピット内にシフトレバーを動かす空間すらないという狭さだった。チームのメカニックらは仕方なくモノコック側面に穴を開けてシフトレバーを動かせる空間を確保することにし、最終的にニューウェイが自らカーボンファイバー製のブリスターを加工してモノコックに取り付けた。ただそれでも実際にはシフトレバーの操作が窮屈だったため、チームではシフトレバーの上部を逆L字型に加工してスペースを捻出した。
ほかにも五角形（ホームベース型）のコクピット開口部、複雑な形状のエンジンカウル、アーチ形トンネルを持つ大型ディフューザーなど、各所にニューウェイ流のデザインがみられた。
エンジンはこれまで搭載していたフォード・コスワース・DFZから、この年から参入したジャッド製V8エンジンを搭載。ウィリアムズ・FW12やリジェ・JS31など他のジャッドユーザーと同様にオーバーヒートが問題となり、酷暑となった開幕戦ブラジルGPでは対策として881のエンジンカウルを外して走行した。エンジン吸気用のエアインテークは縦長のタイプとT字型のタイプが併用された。

## レース戦績

### 1988年
前年はカペリ1台のみの参戦だったが、1988年は2台体制でエントリー。ドライバーは前年に引き続きイヴァン・カペリと、1987年の国際F3000選手権総合4位でこの年F1へステップアップした新人マウリシオ・グージェルミンを起用した。
881はベネトン・B188とともに、非力な自然吸気（NA）エンジン車ながら優れたコーナリング性能を発揮して、ターボエンジン車に食い込む活躍を見せた。
ホッケンハイムリンクで行われた第9戦ドイツグランプリでカペリは 312 km/h (194 mph) を記録し、第14戦ポルトガルグランプリでは2位表彰台を獲得している。カペリがドライブする881は、第15戦日本グランプリで当時最強だったマクラーレン・ホンダのアラン・プロストをホームストレートでかわし、すぐに抜き返されたもののNA車でこの年唯一となるラップリーダーを記録した。NA車がターボ車を抑えてリードしたのは1983年以来のことであった。カペリは17ポイントを獲得しランキング7位、グージェルミンは5ポイントで13位となった。チームはコンストラクターズ6位とNA勢ではベネトンに次く好成績を残した。

### 1989年
新型のCG891は開幕には間に合わず、チームはブラジルとサンマリノは前年に続き881での参戦となったが、グージェルミンが母国での開幕戦で3位に入賞し表彰台に立った。これは優勝したフェラーリのナイジェル・マンセルから9.3秒、2位のマクラーレン・ホンダのアラン・プロストからは1.5秒遅れという好結果であった。しかしながら、このとき獲得した4ポイントが結局この年チームが獲得した唯一のポイントであった。

## スペック
- クラッチ：AP
- ブレーキキャリパー：AP
- ブレーキディスク・パッド：AP
- スパークプラグ：チャンピオン

## F1における全成績
(key) （太字はポールポジション）
| 年     | チーム                 | エンジン       | タイヤ | ドライバー     | 1   | 2   | 3   | 4   | 5   | 6   | 7   | 8   | 9   | 10  | 11  | 12  | 13  | 14  | 15  | 16  | ポイント | 順位 |
| ------ | ---------------------- | -------------- | ------ | -------------- | --- | --- | --- | --- | --- | --- | --- | --- | --- | --- | --- | --- | --- | --- | --- | --- | -------- | ---- |
| 1988年 | レイトンハウス・マーチ | ジャッド CV V8 | G      |                | BRA | SMR | MON | MEX | CAN | DET | FRA | GBR | GER | HUN | BEL | ITA | POR | ESP | JPN | AUS | 22       | 6位  |
| 1988年 | レイトンハウス・マーチ | ジャッド CV V8 | G      | グージェルミン | Ret | 15  | Ret | Ret | Ret | Ret | 8   | 4   | 8   | 5   | Ret | 8   | Ret | 7   | 10  | Ret | 22       | 6位  |
| 1988年 | レイトンハウス・マーチ | ジャッド CV V8 | G      | カペリ         | Ret | Ret | 10  | 16  | 5   | DNS | 9   | Ret | 5   | Ret | 3   | 5   | 2   | Ret | Ret | 6   | 22       | 6位  |
| 1989年 | レイトンハウス・マーチ | ジャッド CV V8 | G      |                | BRA | SMR | MON | MEX | USA | CAN | FRA | GBR | GER | HUN | BEL | ITA | POR | ESP | JPN | AUS | 4*       | 12位 |
| 1989年 | レイトンハウス・マーチ | ジャッド CV V8 | G      | グージェルミン | 3   | Ret |     |     |     |     |     |     |     |     |     |     |     |     |     |     | 4*       | 12位 |
| 1989年 | レイトンハウス・マーチ | ジャッド CV V8 | G      | カペリ         | Ret | Ret |     |     |     |     |     |     |     |     |     |     |     |     |     |     | 4*       | 12位 |

* 1989年の4ポイントはマーチ・881による。
- コンストラクターズランキング6位
- ドライバーズランキング13位：マウリシオ・グージェルミン（予選最高位5位2回 決勝最高位4位1回）
- ドライバーズランキング7位：イヴァン・カペリ（予選最高位3位1回 決勝最高位2位1回）